# HK Slovan Gelnica
HC Slovan Gelnica je slovenský hokejový klub z druhé slovenské ligy

## Historie
Hokej se v Gelnici začal hrát od sezóny 1949/50. Již na počátku 60. let se v Gelnici  hrál hokej pod hlavičkou TJ Slovan Gelnica. Od roku 1977 se začala tvořit projektová dokumentace zimního stadionu, který byl dostavěn roku 1986. Od roku 1993 klub každoročně uspořádává "Memoriál Petra Bindasa", jenž je nejstarším mezinárodním turnajem dorostu na Slovensku.

## Názvy klubu
- 1949 – HK Gelnica
- 1960 – TJ Slovan Gelnica
- 1994 – HK Slovan Gelnica

## Slavní hráči
- Michal Sersen
- Richard Jenčík
- Ladislav Ščurko